# Myrowe (obwód tarnopolski)
Myrowe (ukr. Мирове, hist. Hołybisy) – wieś na Ukrainie  w obwodzie tarnopolskim, w rejonie krzemienieckim.